# Hotel Grande Bretagne
L'Hotel Grande Bretagne è stato un albergo di lusso situato a Bellagio sul Lungolago Europa. Lo storico Hotel "Belle Époque" fu uno dei primi e più illustri hotel di Bellagio e del Lago di Como.

## Storia
L'albergo fu aperto nel 1873 da Antonio Mella. Struttura all'avanguardia, fu il primo sul Lario ad adottare i lampioni a gas, seguito poi dal Grand Hotel Villa Serbelloni. Nel 1932 l'apertura del casinò "Folies du Lac" divenne una grande attrazione turistica per il Lario e contribuì ad aumentare il pregio della struttura; il casinò fu poi chiuso per volere dei bellagini (a seguito del suicidio di un giocatore in rovina al suo interno) e trasferito da Benito Mussolini a Campione d'Italia (dove si trova tuttora), dopo aver rinominato l'albergo "Grande Italia", in linea coi principi patriotici del regime fascista. La struttura è stata destinazione ambita del cosiddetto "Grand Tour" di intellettuali e artisti tra il XIX e XX secolo. Nel 1949 fu aperta al suo interno la scuola alberghiera internazionale, diventando una delle più ambite e prestigiose.
Nel 1972 Regione Lombardia acquistò la struttura, chiuse l'albergo ormai decaduto e rimosse gli arredi interni. Ciò fu fatto per privilegiare Villa Erba a Cernobbio, sempre di proprietà della Regione. Nel 1992 chiuse anche la scuola alberghiera e la struttura venne abbandonata. Nel 1998 la Regione decise di vendere il Grande Bretagne per circa 17 miliardi di lire; la vendita si concluse nel 2000 con la società immobiliare Grimit srl di proprietà dell'imprenditore Mario Galbusera.
Nel febbraio 2023 viene portato a termine un accordo tra la Grimit Srl e la Compagnia Alberghiera Ritz-Carlton per la restaurazione conservativa dell'immobile e la riapertura del Grand Hotel, inizialmente prevista per il 2026. Gli imponenti lavori di ristrutturazione iniziano nell'ottobre del 2023, e si prevede il completamento nell'aprile del 2027.

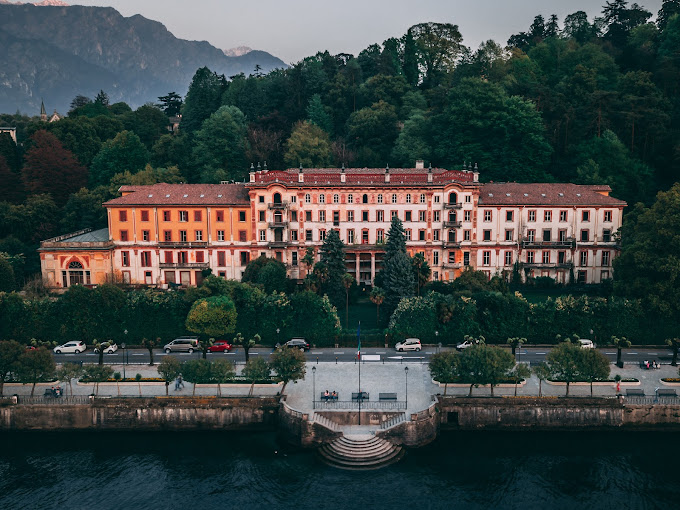
L'albergo visto dall'alto

## Descrizione

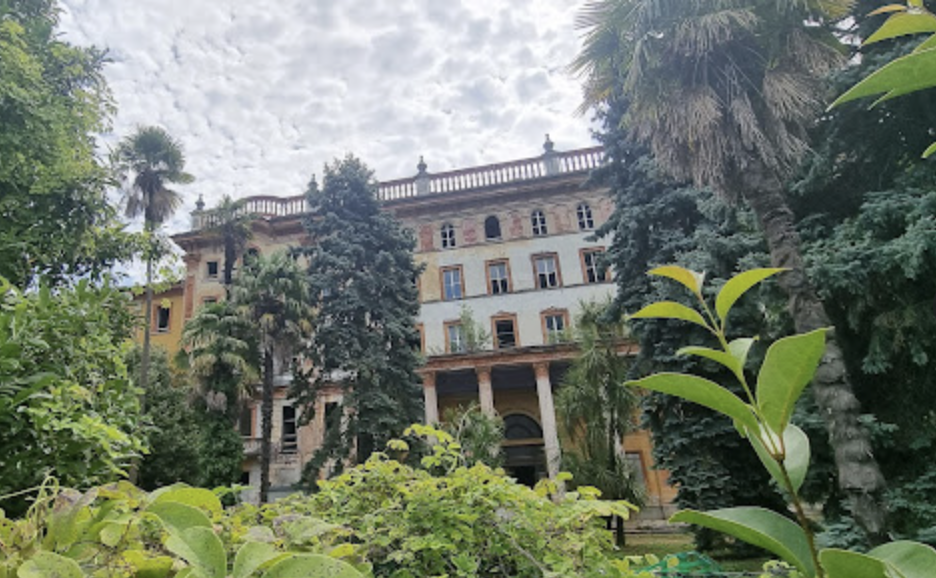
La struttura oggi

L'edificio, affascinante ed imponente, disponeva di oltre 150 stanze arredate in modo lussuoso e con mobili stile impero, tipici del periodo della Belle Époque. La tenuta è distribuita su 16.500 mq e comprende un ampio parco sia nel fronte che nel retro della struttura, in cui si trova la torretta in stile medievale necessaria per il funzionamento idraulico dell'ascensore all'interno dell'hotel. Originariamente la proprietà comprendeva anche l'attuale "Parco Martiri della Libertà", oggi giardino pubblico di Bellagio.

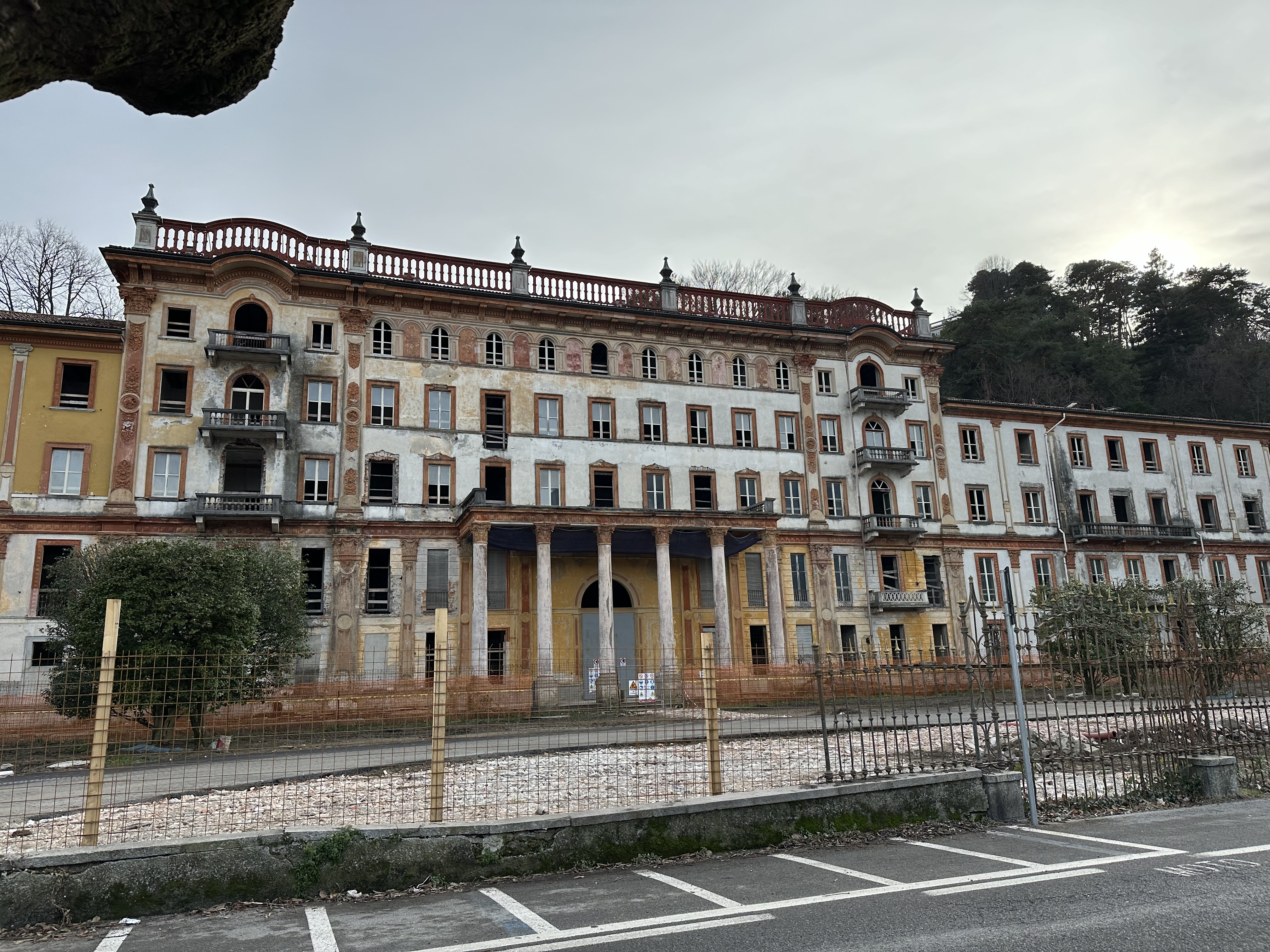

## Nella cultura di massa
Il Grande Bretagne ha fatto da sfondo a una famosa scena del film Rocco e i suoi fratelli di Luchino Visconti con il Lungolago Europa.

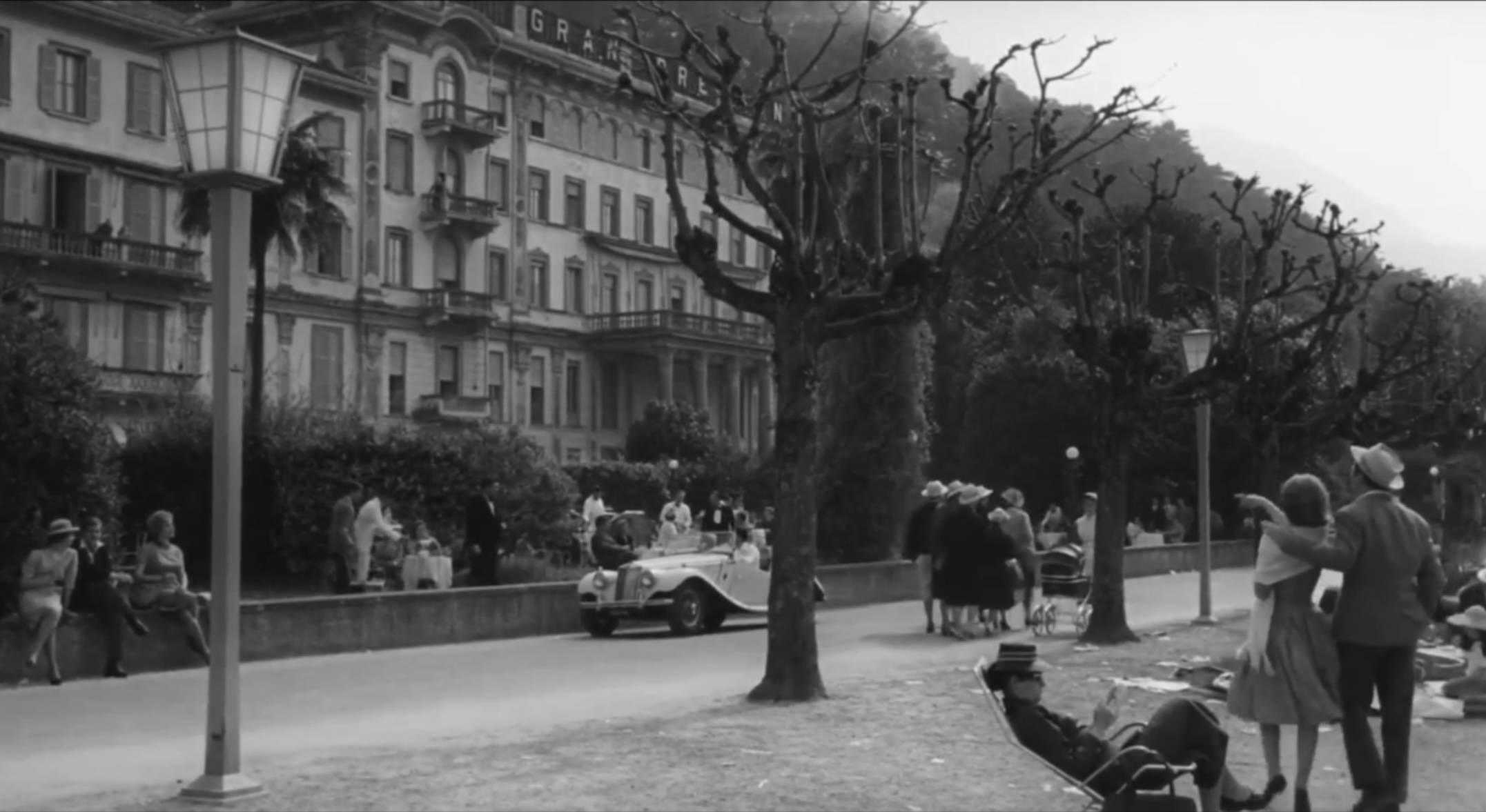
L'albergo in una scena del film Rocco e i suoi fratelli

Inoltre l'albergo, insieme al Grand Hotel Villa Serbelloni, ha ispirato l'Hotel Bellagio di Las Vegas.